# IBM 1620

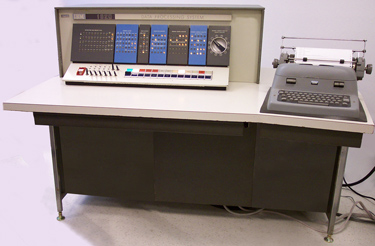
IBM 1620 Model I, Level H

Der IBM 1620 (produziert bzw. in Betrieb 1959–1970) war ein früher, mittelgroßer, programmierbarer Lochkartenrechner von IBM für wissenschaftliche Anwender. Neben dem grundlegenden Typ I wurde später der verbesserte Typ II produziert. Der Ausbau zum Modell 1710/1720 war grundsätzlich möglich, das Modell 1401 war für vergleichbare Aufgaben aus der Wirtschaft gedacht. Der Prototyp des Typs III kam nicht mehr in die Produktion, die Entwicklungslinie ging zum Modell System/360 über.

## Wesentliche Bestandteile der Rechenanlage
- CPU-Einheit mit
  - Magnetkernspeicher mit ca. 50 kHz Taktfrequenz
  - Konsole (Blau-Schwarze Konsole, Lampen ähnlich LED) und
  - Recheneinheit (eigentlicher CPU) mit 1–2 MHz Taktfrequenz (Transistoren), typische Instruktionszeiten einige 100 μs für Festkommaoperationen
- Fernschreiber bzw. Schreibmaschine als Drucker
- Speichererweiterung Typ 1623 (verschiedene Größen)
- Kartenleser Typ 1622
- Lochbandleser Typ 1621 (Baudot-8-Loch-Band, mit Bandschlaufenpuffer analog Magnetbandgeräten)
- Lochbandstanzer Typ 1624

## Peripherie
verfügbar waren:

Festplatte IBM 1316

- Trommelplotter für Endlospapier, Typ 1627 bzw. Calcomp 565, zu betreiben mit einem Controller vom Typ 1626. Möglicherweise das Nicht-IBM-Gerät zum Anschluss an IBM-Anlagen.
- (Fest)plattenkontroller Typ 1311 mit auswechselbaren Winchesterplatten vom Typ 1316. Jeweils 6 Platten pro Stapel. Kühlschrankgröße.
- Schnelldrucker Typ 1443

## Weitere Anmerkungen
1. ↑  englisch für „Computer mit fortgeschritten wirtschaftlicher Technik“
2. ↑  englisch für „Kann nicht addieren, versucht's nicht einmal“